# Ixcanul
Ixcanul é um filme guatemalense de 2015, do gênero drama, dirigido por Jayro Bustamante.
O filme foi escolhido para representar a Guatemala na competição de Oscar de melhor filme estrangeiro da edição de 2016.

## Elenco
| Ator/Atriz           | Papel   |
| -------------------- | ------- |
| Marvin Coroy         | El Pepe |
| Manuel Manuel Antún  | Manuel  |
| Justo Lorenzo        | Ignacio |
| María Telón          | Juana   |
| María Mercedes Coroy | Maria   |